# Kaus Mia
Md Kaus Mia (26 de agosto de 1931–25 de junio de 2024) fue un magnate bangladesí conocido por su largo historial de pago de impuestos y por popularizar el tabaco de mascar procesado. Fundó Kaus Tobacco Industries y lanzó la marca de tabaco de mascar Hakim Pury Zarda.
Mia comenzó como un pequeño tendero en el distrito de Chandpur a la edad de 19 años, después de pedir prestado dinero a su madre. A lo largo de las décadas, incursionó en negocios de comercio y manufactura, incluidos bienes raíces, envíos, productos químicos y tabaco. En 1967, mientras Bangladesh era parte de Pakistán, Mia fue reconocido por las autoridades como el mayor contribuyente de impuestos en la región, un logro notable para un empresario autodidacta.
En Bangladesh independiente, Mia ha recibido consistentemente premios de la Tarjeta Nacional de Impuestos del Consejo Nacional de Ingresos (NBR) durante más de una década, siendo nombrado el mejor contribuyente en la categoría empresarial durante 15 años consecutivos. Según informes, él atribuye su cumplimiento fiscal a un sentido de deber nacional.
Según los datos de la autoridad fiscal, Mia paga entre Tk 45-50 crore anuales en impuestos por sus diversas empresas e ingresos personales.

## Primeros años y educación
Kaus Mia nació en 1931 en la región de Chandpur de la India británica (ahora Bangladesh). Su padre era terrateniente. Mia estudió hasta octavo grado, pero abandonó la escuela debido a que la Segunda Guerra Mundial interrumpió sus estudios. A pesar de los deseos de su padre, Mia se negó a volver a la escuela y optó por emprender negocios en su lugar.

## Carrera empresarial

### Comercio inicial y tiendas
En 1950, a los 19 años, Mia tomó prestado dinero de su madre para abrir una tienda de suministros de papelería en Chandpur. Durante la siguiente década, expandió su negocio para poseer cinco tiendas más que vendían artículos como papelería, cosméticos y mercancías generales. Se convirtió en agente autorizado de marcas de cigarrillos, galletas y jabones. Para la década de 1960, fue elegido líder de la asociación local de comerciantes de Chandpur.

### Industria del tabaco
En la década de 1970, después de separarse de los negocios de su hermano, Mia se trasladó a la ciudad de Narayanganj. Entró en el sector tabacalero, acumulando hojas de tabaco durante una escasez nacional en 1978 que luego vendió con grandes ganancias. Ese mismo año, Mia estableció Kaus Tobacco Industries y comenzó a fabricar tabaco de mascar bajo marcas como Shanti Pury Zarda, Hakim Pury Zarda y Manik Zarda.

### Otros negocios
Además del tabaco, Mia comenzó e invirtió en más de 40 tipos de negocios, incluidos bienes raíces, envíos, productos químicos, manufactura de alimentos y otros sectores, con un enfoque actual en el tabaco. Posee participaciones minoritarias en 16 buques de carga que operan en Bangladesh según declaraciones de la empresa.

## Registro de pago de impuestos
Mia pagó impuestos por primera vez en 1958 mientras vivía en Chandpur. En 1967, durante el gobierno de Pakistán Oriental, las autoridades provinciales nombraron a Mia el mayor contribuyente de impuestos en la región. En Bangladesh independiente, Mia ha recibido consistentemente premios de la Tarjeta Nacional de Impuestos del Consejo Nacional de Ingresos (NBR) durante más de una década, siendo nombrado el mejor contribuyente en la categoría empresarial durante 15 años consecutivos hasta 2023.

## Premios
Por su éxito empresarial y sus contribuciones fiscales, Mia ha sido reconocido con los siguientes premios:
- Mejor Contribuyente en Pakistán Oriental (1967)
- Tarjeta Nacional de Impuestos de Bangladesh (2008-2022)
- Mejor Contribuyente del Año Mujib (2020)
- Premio Kar Bahadur Tax (2016-2017)